# Tikapur
Tikapur (en népalais : वीरेन्द्रनगर) est une ville du Népal située dans le district de Kailali. Au recensement de 2011, la ville comptait 56 127 habitants.